# Archeocrypticidae
Čeleď Archeocrypticidae je malá skupina brouků bez jakéhokoliv obecného jména, ačkoliv současní autoři je označují jako cryptic fungus beetles (brouky skrytých hub).

## Taxonomie
- Nadčeleď Tenebrionoidea, Latreille, 1802
  - čeleď Archeocrypticidae Kaszab, 1964
    - rod Archeocrypticus Kaszab, 1964
      - Archeocrypticus topali Kaszab, 1964 - Tasmánie, Nový Zéland

    - rod Australenneboeus Kaszab
      - Australenneboeus analis (Kaszab, 1984)
      - Australenneboeus apicalis Lawrence, 1994
      - Australenneboeus communis Kaszab, 1984
      - Australenneboeus continentalis Kaszab, 1984
      - Australenneboeus minor Lawrence, 1994
      - Australenneboeus occidentalis Kaszab, 1984

    - rod Enneboeopsis Champion, 1894
      - Enneboeopsis australicus (Kaszab, 1981)
      - Enneboeopsis pruinosus Champion, 1894

    - rod Enneboeus Waterhouse, 1878
      - Enneboeus australis Champion, 1894
      - Enneboeus fossoris Oke, 1932
      - Enneboeus nitens Kaszab, 1984
      - Enneboeus ovalis Waterhouse, 1878
      - Enneboeus tarsalis Oke, 1932
      - Enneboeus victorianus Kaszab, 1984
      - Enneboeus watti Kaszab, 1981

    - rod Falsoplatydema Kaszab, 1984
      - Falsoplatydema australicum Kaszab, 1984

    - rod Gondwanenneboeus Kaszab, 1984
      - Gondwanenneboeus minutissimus Kaszab, 1984

    - rod Nothenneboeus Lawrence, 1994
      - Nothenneboeus carinatus Lawrence, 1994
      - Nothenneboeus punctatus Lawrence, 1994

    - rod Silvacrypticus Kaszab, 1964
      - Silvacrypticus greensladei Kaszab, 1984
      - Silvacrypticus taiwanicus Kaszab, 1964

    - rod Wattianus Kaszab, 1981
      - Wattianus queenslandicus Kaszab, 1981